# Kapverdská fotbalová reprezentace
Kapverdská fotbalová reprezentace od roku 1979 reprezentuje Kapverdy v mezinárodních fotbalových soutěžích. Nikdy se neprobojovala na Mistrovství světa, ale v roce 2012 si vybojovala svou první účast na Africký pohár národů 2013.

## Mistrovství světa
| Rok    | Účast                                           | Soupisky |
| ------ | ----------------------------------------------- | -------- |
| 1982   | Bez účasti                                      |          |
| 1986   | Bez účasti                                      |          |
| 1990   | Bez účasti                                      |          |
| 1994   | Bez účasti                                      |          |
| 1998   | Bez účasti                                      |          |
| 2002   | Nepostoupili z kvalifikace                      |          |
| 2006   | Nepostoupili z kvalifikace                      |          |
| 2010   | Nepostoupili z kvalifikace                      |          |
| 2014   | Nepostoupili z kvalifikace                      |          |
| 2018   | Nepostoupili z kvalifikace                      |          |
| Celkem | Účast – 0× Zlato – 0×, Stříbro – 0×, Bronz – 0× |          |

## Reprezentační úspěchy
- Amilcar Cabral Cup
  - vítěz: 2000
  - finále: 1991, 2000

- Africký pohár národů
  - účast: 2013